# Dawsonita
La dawsonita és un mineral de la classe dels carbonats. Va ser descoberta l'any 1874 i nomenada en honor de John William Dawson (1820-1899), geòleg canadenc.

## Característiques
La dawsonita és un mineral de sodi i alumini que cristal·litza en el sistema ortoròmbic. La seva duresa a l'escala de Mohs és de 3, la mateixa que la de la calcita. La seva fractura és desigual i té una exfoliació perfecta en {110}. Segons la classificació de Nickel-Strunz, la dawsonita pertany a «05.BB: Carbonats amb anions addicionals, sense H₂O, amb alcalins» juntament amb els següents minerals: barentsita, tunisita i sabinaïta.

## Formació i jaciments
Es pot trobar a les sienites nefelítiques, com a mineral primari en esquists alcalins i roques de jaciments de carbó, així com en sòls salins en tobes nefelítiques. Normalment apareix associada als següents minerals: quars, pirita, fluorita, dolomita, calcita i barita.

## Varietats
Es coneix una varietat de dawsonita, la dawsonita cròmica, una varietat de color rosat que conté crom.